# Доња Барска
Доња Барска је насељено место у Босни и Херцеговини у граду Цазину. Административно припада Федерацији Босне и Херцеговине, односно њеном Унско-санском кантону. Према попису становништва из 2013. у насељу је било 167 становника, а већинску популацију чинили су Бошњаци.

## Становништво
По последњем службеном попису становништва из 2013. године у овом насељу живело је 167 становника, а село је било етнички хомогено са већинском бошњачком популацијом.
| Националност | 2013. | 1991.        | 1981.        | 1971.        |
| Бошњаци      | —     | 311 (98,11%) | 325 (98,19%) | 358 (98,90%) |
| Хрвати       | —     | 0            | 1 (0,30%)    | 1 (0,28%)    |
| Срби         | —     | 0            | 1 (0,30%)    | 1 (0,28%)    |
| Југословени  | —     | 0            | 4 (1,21%)    | 0            |
| Црногорци    | —     | 0            | 0            | 1 (0,28%)    |
| остали       | —     | 6 (1,89%)    | 0            | 1 (0,28%)    |
| Укупно       | 167   | 317          | 331          | 362          |